# スカパー!アダルト放送大賞
スカパー!アダルト放送大賞（スカパーアダルトほうそうたいしょう）は、スカパー!プレミアムサービスの成人向け放送チャンネル（アダルトビデオチャンネル）で放送された番組の中で特に優秀なものに対して与えられる賞である。

## 概要
2005年（平成17年）に「日本アダルト放送大賞」の名称でスタート。2008年（平成20年）に現在の名称に変更した。成人番組普及推進委員会（旧：CSアダルト放送普及推進委員会）が主催、スカパーJSATと成人番組倫理委員会協賛。
基本的に毎年3月頃に開催。前年にスカパー!の成人向けチャンネルで放送された全ての番組の中から、特に優秀なAV女優や番組（主にアダルトビデオ作品）をノミネートし、公式ホームページでの一般視聴者からの投票を経て、各賞を決定する。
ノミネートは、参加している各チャンネルが女優や作品を推薦する形となっている。なおノミネートの栄誉を讃え、全員に記念品が贈られている（2018年以降は記念メダル）。
2020年度は、新型コロナウイルスの感染拡大防止のため、表彰式の放送が3月17日から11月28日（無観客で収録）に延期された。本来のノミネート期間にずれ込んだこともあり2021年度は中止。2022年度では、アダルトチャンネルの賞レースであることが強調された形にリニューアルされ、各チャンネルがVA（Valuable Actress）を推薦・表彰、その中からMVA（Most Valuable Actress）を決める方式となった。また、部門賞として、MIA（Most Inteligent Actress）、MTA（Most Technical Actress）が設けられた。表彰式は前回に引き続き無観客配信となった。
2023年度では、チャンネル推薦という形式を撤廃。大賞も設けず、「SPOOX EX」の宣伝大使であるEXガール3名を決めるという形となった。
2024年度は投票による賞レースという形式を廃し、同年5月31日に3代目EXガールズ4名の選出を発表。同年6月26日にお披露目イベントを行う。

### 司会
- 2005年：鍋島昭茂（元山陽放送アナウンサー）
- 2007年：山崎まさや（ジョーダンズ）、ほたるゲンジ
- 2009年：三拍子
- 2010年：ヴェートーベン
- 2011年：宝田明、エレファントジョン
- 2012年：山田五郎、コーヒールンバ
- 2013 - 2017年：中尾彬
- 2018 - 2020年：尾形貴弘（パンサー）[8]
- 2022年：さらば青春の光
- 2023年：クロちゃん（安田大サーカス）、波多野結衣[9]

アシスタント
- 2013-2015年：藤村はる美
- 2016・2017年：小林恵美
- 2018 - 2020年・2022年、2023年：米田弥央[4]

### 会場
※2020年以降は会場未発表（無観客開催）
- 2008 - 2010年：Shibuya O-EAST
- 2011年：グランドプリンスホテル赤坂
- 2012 - 2014年、2016 - 2017年：ステラボール
- 2015年：アイアシアタートーキョー
- 2018年：ディファ有明
- 2019年：STUDIO COAST

### 配信・放送
配信
「スカパー!オンデマンドアダルト」→「SPOOX EX」にて生中継やビデオ・オン・デマンド配信。YouTubeでも配信。
放送
「煌く!スカパー!アダルト放送大賞（開催年）授賞式」（舞台裏の様子などを加え後日、BSスカパー!）
関連番組
- 「スカパー!アダルト放送大賞2017ノミネート女優総出演!!スカパー!アダルトチャンネル対抗セクシー女優歌合戦」（2017年1月15日、BSスカパー!）
- 「ダラケ! 〜お金を払ってでも見たいクイズ〜アダルト大賞投票〆切ド直前!セクシー女優エロ攻撃で駆け込みSP!」（2018年1月25日、BSスカパー!）
- 「スカパー!アダルト放送大賞2019ノミネート女優が大集結!『人気セクシー女優』ダラケ!」（2018年12月6・20日、BSスカパー!）
- 「スカパー!アダルト放送大賞2020 ノミネート女優が大集合!A-1グランプリ2020ダラケ!」（2020年1月13・20日、BSスカパー!）
- 「スカパー!アダルト放送大賞2022特別企画「エロ学力女王 エロ技能女王への道」」（2021年12月24日、YouTubeチャンネル/2022年3月6日、SPOOX EXで完全版を配信）
- 「スカパー!アダルト放送大賞2023 新EXガールズオーディション」（2023年1月31日・2月14日・3月25日、SPOOX EX）

## 参加チャンネル
※2023年2月現在、全ch.ともHD・ODサービスに対応。
| Ch.番号 | チャンネル名           | 番組供給事業者       | 備考                                                                                 |
| ------- | ---------------------- | -------------------- | ------------------------------------------------------------------------------------ |
| 942     | KMPチャンネル          | ジャム・ティービー   | 旧・QueenBee（通算2冠） 通算7冠                                                      |
| 943     | プレイボーイチャンネル | PM ENTERTAINMENT     | 通算7冠                                                                              |
| 944     | レインボーチャンネル   | 日活                 | 現時点で最多の通算11冠                                                               |
| 945     | ミッドナイト・ブルー   | イーステーション     | 通算9冠                                                                              |
| 946     | パラダイステレビ       | リーレ               | 旧：パラダイスチャンネル 通算9冠                                                     |
| 947     | チェリーボム           | アスパイアビジョン   | 通算9冠                                                                              |
| 957     | VENUS                  | ムービーチャンネル   | 通算7冠                                                                              |
| 958     | バニラスカイチャンネル | GOODSPEED MANAGEMENT | 旧：まんぞくチャンネル（通算2冠）→NPGまんぞくチャンネル 通算2冠                      |
| 959     | エンタ!959             | つくばテレビ         | 通算7冠                                                                              |
| 960     | Zaptv                  | ジャム・ティービー   | 旧：熟女・人妻専門〜 通算4冠                                                         |
| 963     | ダイナマイトTV         | ジャム・ティービー   | 旧：いよかん通信チャンネル（通算1冠） 改称後は無冠                                   |
| 964     | AV王                   | ジャム・ティービー   | 旧：NON STOP フレッシュギャルズ 通算2冠                                              |
| 965     | レッドチェリー         | アスパイアビジョン   | チャンネル・ルビー（通算3冠）と2015年3月31日放送終了のイエローチェリーを統合 通算2冠 |
| 966     | Splash                 | イーステーション     | 通算5冠                                                                              |
| 967     | フラミンゴ             | イーステーション     | 他ch.に比べ推薦が無い年もあるなど未だ無冠                                            |

### 放送終了
- みるく906（2010年2月28日）
- CINEMA-R（2010年3月31日）
- アダルトHDレッド・アダルトHDブルー（2012年8月31日）
- パーフェクト・チョイス（2013年9月30日、通算6冠）、ブルーチェリー（2013年9月30日）
- ピンクチェリー（2014年9月30日）
- 熟女満宝 パワープラッツ（2022年5月31日、旧・濃密熟女〜→美熟女の壺〜、通算3冠）

## 部門・受賞者
※専属メーカーは受賞時に所属していたもの、無記載は企画単体女優。ch名は推薦ch。

### EXガールズ
| 年度 | 女優名                                                    | 備考                                                           |
| ---- | --------------------------------------------------------- | -------------------------------------------------------------- |
| 2022 | 波多野結衣、篠田ゆう、本郷愛（FALENO、MVA）               | MVA受賞の副賞としてEXガールズに就任。                          |
| 2023 | 夏目響（SODクリエイト、センター）、有村のぞみ、宮沢ちはる | 最多投票数獲得者がセンターに、新番組のメインキャストも務める。 |
| 2024 | 川上ゆう、新村あかり、森沢かな、吉根ゆりあ                |                                                                |

### 過去に存在した部門賞

#### 個人賞

##### 女優賞
| 年度 | 女優名       | 専属メーカー  | 推薦ch                 |
| ---- | ------------ | ------------- | ---------------------- |
| 2006 | あいだゆあ   | S1            | QueenBee               |
| 2007 | 穂花         | プレミアム S1 | ミッドナイト・ブルー   |
| 2008 | Rio          | MAX-A         | チェリーボム           |
| 2009 | 明日花キララ | h.m.p         | レインボーチャンネル   |
| 2010 | 原紗央莉     | SODクリエイト | ミッドナイト・ブルー   |
| 2011 | 麻倉憂       | ミリオン      | KMPチャンネル          |
| 2012 | 成瀬心美     |               | パーフェクト・チョイス |
| 2013 | さとう遥希   |               | レインボーチャンネル   |
| 2014 | 波多野結衣   |               | プレイボーイチャンネル |
| 2015 | 紗倉まな     | SODクリエイト | Splash                 |
| 2016 | 初美沙希     |               | レインボーチャンネル   |
| 2017 | AIKA         |               | レインボーチャンネル   |
| 2018 | 天使もえ     | S1            | エンタ!959             |
| 2019 | 戸田真琴     | SODクリエイト | VENUS                  |
| 2020 | 佐倉絆       | ミリオン      | KMPチャンネル          |

##### 熟女女優賞
| 年度 | 女優名     | 専属メーカー  | 推薦ch                 |
| ---- | ---------- | ------------- | ---------------------- |
| 2006 | 友崎亜希   |               | Zaptv                  |
| 2007 | 翔田千里   |               | いよかん通信チャンネル |
| 2008 | 望月加奈   |               | パラダイステレビ       |
| 2009 | 小池絵美子 |               | パワープラッツ         |
| 2010 | 堀口奈津美 |               | パーフェクト・チョイス |
| 2011 | 川上ゆう   |               | パーフェクト・チョイス |
| 2012 | 北条麻妃   |               | パーフェクト・チョイス |
| 2013 | 星野あかり |               | パーフェクト・チョイス |
| 2014 | 一条綺美香 | なでしこ      | Zaptv                  |
| 2015 | 篠田あゆみ |               | チェリーボム           |
| 2016 | 成宮いろは |               | プレイボーイチャンネル |
| 2017 | 羽月希     |               | パラダイステレビ       |
| 2018 | 花咲いあん |               | プレイボーイチャンネル |
| 2019 | 加藤あやの |               | プレイボーイチャンネル |
| 2020 | 綾瀬麻衣子 | SODクリエイト | VENUS                  |

##### 新人女優賞
| 年度 | 女優名       | 専属メーカー     | 推薦ch                 |
| ---- | ------------ | ---------------- | ---------------------- |
| 2009 | 伊東遥       | MAX-A            | チェリーボム           |
| 2010 | 藤井シェリー | ミリオン         | レインボーチャンネル   |
| 2011 | 羽田あい     | SODクリエイト    | パーフェクト・チョイス |
| 2012 | 由愛可奈     | MAXING           | チャンネル・ルビー     |
| 2013 | 紗倉まな     | SODクリエイト    | ミッドナイト・ブルー   |
| 2014 | 白石茉莉奈   | SODクリエイト    | ミッドナイト・ブルー   |
| 2015 | 天使もえ     | S1               | エンタ!959             |
| 2016 | 松岡ちな     | SODクリエイト    | ミッドナイト・ブルー   |
| 2017 | 桃乃木かな   | アイデアポケット | エンタ!959             |
| 2018 | 栄川乃亜     |                  | レインボーチャンネル   |
| 2019 | 唯井まひろ   | SODクリエイト    | ミッドナイト・ブルー   |
| 2020 | 大浦真奈美   |                  | バニラスカイチャンネル |

##### メディア賞
- 2010年：ライブドア賞「小澤マリア」Queenbee、日刊ゲンダイ賞「月野りさ」エンタ!371
- 2011年：アサヒ芸能賞「天海つばさ」（アイデアポケット）エンタ!371、東京スポーツ賞「春咲あずみ」まんぞくチャンネル、夕刊フジ賞「柳田やよい」パワープラッツ、ライブドア賞「希崎ジェシカ（アイデアポケット）チェリーボム
- 2012年：夕刊フジ賞「羽月希」AV王、サイゾー賞「絵色千佳」まんぞくチャンネル、ライブドア賞「桐岡さつき」パワープラッツNIGHT、日刊ゲンダイ賞「成瀬心美」パーフェクトチョイス、FLASH賞「葵つかさ」（アリスJAPAN）チェリーボム
- 2013年：FLASH賞「紗倉まな」（SODクリエイト）ミッドナイトブルー、サイゾー賞「さとう遥希」レインボーチャンネル、SPA!賞「藤嶋唯」チェリーボム、夕刊フジ賞「神咲詩織」（Million）KMPチャンネル、東京スポーツ賞「大槻ひびき」パラダイステレビ
- 2014年：FLASH賞「初美沙希」パラダイステレビ、サイゾー賞「一条綺美香」（なでしこ）Zaptv、週刊大衆賞「水沢のの」（MAXING）チャンネル・ルビー、東京スポーツ賞「白石茉莉奈」（SODクリエイト）ミッドナイト・ブルー、夕刊フジ賞「波多野結衣」プレイボーイチャンネル
- 2015年：FLASH賞「紗倉まな」（SODクリエイト）Splash、サイゾー賞「佐倉絆」（Million）KMPチャンネル、週刊大衆賞「北川エリカ」VENUS、東京スポーツ賞「有村千佳」レインボーチャンネル、夕刊フジ賞「篠田あゆみ」チェリーボム
- 2016年：FLASH賞「松岡ちな」（SODクリエイト）ミッドナイト・ブルー、サイゾー賞「桜井あゆ」KMPチャンネル、週刊大衆賞「加山なつこ」レッドチェリー、東京スポーツ賞「小島みなみ」（S1）エンタ!959、夕刊フジ賞「初美沙希」レインボーチャンネル
- 2017年：東京スポーツ賞「桃乃木かな」（アイデアポケット）エンタ!959、週刊大衆賞「横山みれい」レッドチェリー 、サイゾー賞「古川いおり」（SODクリエイト）ミッドナイト・ブルー 、FLASH賞「三上悠亜」（S1）Splash
- 2018年：東京スポーツ賞「花咲いあん」プレイボーイチャンネル、週刊大衆賞「天使もえ」（S1）エンタ!959、FLASH賞「市川まさみ」（SODクリエイト）VENUS
- 2019年：東京スポーツ賞「篠田ゆう」KMPチャンネル、週刊大衆賞「戸田真琴」（SODクリエイト）VENUS、FLASH賞「美谷朱里」バニラスカイチャンネル
- 2020年：ダラケ!賞「紺野ひかる」チェリーボム[22]

##### スカパー!オンデマンドアダルト賞
| 年度 | 女優名     | 専属メーカー  |
| ---- | ---------- | ------------- |
| 2014 | 由愛可奈   | MAXING        |
| 2015 | 水沢のの   | MAXING        |
| 2016 | 初美沙希   |               |
| 2017 | 湊莉久     | S1            |
| 2018 | 倉多まお   |               |
| 2019 | きみと歩実 |               |
| 2020 | 小倉由菜   | SODクリエイト |

##### 最多出演女優賞
| 年度 | 女優名     | 専属メーカー   |
| ---- | ---------- | -------------- |
| 2007 | 立花里子   |                |
| 2008 | 麻美ゆま   | アリスJAPAN S1 |
| 2009 | 翔田千里   |                |
| 2018 | 波多野結衣 |                |
| 2019 | 波多野結衣 |                |

##### その他個人賞関連
チャンネル功労賞
- 2005年：萩原舞（アリスJAPAN）、蒼井そら（S1）、小沢菜穂（ケイ・エム・プロデュース）、森下くるみ（ドグマ）、南波杏（MOODYZ）、如月カレン（ケイ・エム・プロデュース）

2022年の各賞
- MVA：本郷愛（FALENO）VEVUS
- MIA：伊東めるエンタ!959
- MTA：本郷愛（FALENO）VEVUS

男優賞関連
- 男優功労賞（2011年）：島袋浩
- 貴女が選ぶ!抱かれたいAV男優賞（2015年）：しみけん

功労賞
- 2017年：中尾彬

#### 作品賞
※番組でも作品として存在しているものもまとめる。
- 2005年
  - 優秀女優番組賞
    - 古都ひかる（h.m.p）：淫らなほどに悩ましい（2004年6月30日、h.m.p）
    - 及川奈央：及川奈央のうきうきウォッチング（2002年10月1日、ゴーゴーズ）

  - 優秀企画番組賞：女子十二尺棒〜女子十二痴女・女子十二レズ・女子十二対男子十二壮絶二十四P（2004年5月1日、MOODYZ）
  - 優秀オリジナル番組賞
    - 及川奈央：及川奈央のファン感謝温泉バスツアー （2002年11月22日、Million）
    - 青山ゆみ：女が淫らになるテープ 10 淫獣は愛なのか まる〜っ!（2004年6月25日、アテナ映像）
- 2006年
  - 番組大賞：板垣真美、鈴木愛、佐藤実、大久保愛　SOD的人生ゲーム2 18歳限定ビデオショップ店員編（2005年5月19日、SODクリエイト）
  - オリジナル番組大賞：如月カレン（ケイ・エム・プロデュース）『もしも如月カレンが超高級ソープ嬢だったら…』（2004年11月26日、ミリオン）
- 2008年：乙音奈々　24時間テレビ エロは地球を救う!2007（2007年8月25・26日、パラダイステレビ）
- 2009年：片岡美沙　裸の手話辞典（パラダイステレビ）
- 2010年：木下柚花（MAXING）『新人 木下柚花』（2009年11月16日、MAXING）チャンネル・ルビー
- 2011年：風間ゆみ・結城みさ『ビューティーレズビアン 美しき同窓生レズ』（2010年11月12日、なでしこ）Zaptv
- 2012年：神咲詩織（Million）『超美神』（2011年3月11日、ミリオン）KMPチャンネル
- 2013年：吉沢明歩（MAXING・S1）『ドM自縛痴女』（2012年4月16日、MAXING）プレイボーイチャンネル
- 2014年：上原亜衣・尾上若葉『美少女ふたりでエッチッチ!』（2013年7月25日、kawaii*）Splash
- 2015年：有村千佳・初美沙希『クッソエロい痴女とめっさ可愛い変態の萌え照れレズ』（2014年7月4日、h.m.p）レインボーチャンネル
- 2016年：初美沙希『新人・初美沙希デビュー』（2014年10月3日、h.m.p）レインボーチャンネル
- 2017年：三上悠亜『Princess Peach 三上悠亜』（2015年6月1日、MUTEKI）Splash
- 2018年：蓮実クレア『兄嫁は中出し着エロアイドル』（2017年10月27日、なでしこ）AV王
- 2019年：友田彩也香（MAX-A）『First Contact EROいい女のEROいいSEX』（2018年8月25日、MAX-A）チェリーボム

##### 作品賞関連
スカパー!EX賞
- 2008年：爽健美女（MAX-A）
- 2009年：イクガミ～それを受け取った者は24時間イカされまくる（2009年8月9日、パラダイステレビ）

HD賞
- 2010年：淫乱豪華!絶世の美女大集合!熟ユニバース 日本大会（2010年4月29日、パラダイステレビ）
- 2011年：東京女子アナ商会 ノーパンニュース（パラダイステレビ）

##### その他
アダルト流行語大賞
- 2016年：エロメン

## 主な記録

### 個人賞ノミネート
※1・2回はレアケースのみまとめる。
| 回数            | 女優・グループ | 新人賞        | 女優賞        | MVA    | 備考 |
| --------------- | -------------- | ------------- | ------------- | ------ | --- |
| 3               | 初美沙希       | -             | 2014 - 2016年 |        | 史上初かつ唯一の3年連続ノミネート。 |
| 3               | 佐倉絆         | 2015年        | 2017年 2020年 |        | 新人賞ノミニーでは初の3回目のノミネート。 |
| 3               | 浜崎真緒       |               | 2016年 2019年 | 2022年 | MVAノミニーでは初の3回目のノミネート。 |
| 2（レアケース） | 明日花キララ   | 2009年        | 2009年        |        | 同一年での主要賞Wノミネート。 |
| 2（レアケース） | マシュマロ3D   | 2012年 2015年 | -             |        | 2012年授賞式時点のメンバー：早乙女らぶ、美緒みくる、美杉あすか 2015年授賞式時点のメンバー：阿部乃みく、彩城ゆりな、あゆみ翼、篠宮ゆり、高木愛美、美緒みくる 2017年新人賞にメンバーのあず希がノミニーとなる。（マシュマロ3d+と改名後初） 2022年MVA・2023年EXガールズオーディションにメンバーの宮沢ちはるがノミニーとなる。 |
| 2（レアケース） | 阿部乃みく     | 2015年        | 2017年        |        | 2015年はマシュマロ3Dとしてノミネート。 |
| 1（レアケース） | サーシャ       | 2020年        | -             |        | 史上初かつ唯一の海外勢。 |

### 受賞数
| 獲得賞数 | 女優       | 個人賞                                                     | 作品賞                 | メディア賞                             | 備考 |
| -------- | ---------- | ---------------------------------------------------------- | ---------------------- | -------------------------------------- | --- |
| 6        | 初美沙希   | 女優賞（2016年） スカパー!オンデマンドアダルト賞（2016年） | 作品賞（2015・2016年） | FLASH賞（2014年） 夕刊フジ賞（2016年） | 2016年度は同一年度合計4冠、作品賞連続受賞、3年連続でいずれかの賞を受賞と記録ずくめであった。自身のキャリアの中でもこの賞レースにおける強さが際立っており「スカパー!アダルトの申し子」との異名を持った。 |
| 4        | 紗倉まな   | 新人女優賞（2013年） 女優賞（2015年）                      | -                      | FLASH賞（2013・2015年）                | 女優・新人の主要個人賞2冠。同一の賞を2度受賞を達成（どちらも受賞当時史上初）。 |
| 4        | 波多野結衣 | 女優賞（2014年） 最多出演女優賞（2018・2019年）            | -                      | 夕刊フジ賞（2014年）                   | 女優賞受賞者がその後何らかの賞を受賞するのは初。 |
| 3        | 天使もえ   | 新人女優賞（2015年） 女優賞（2018年）                      | -                      | 週刊大衆賞（2018年）                   | 女優・新人の主要個人賞2冠。 |

## AI高画質で甦る！昭和のレジェンドAV女優列伝
2025年には賞レースとは別に、スカパー!アダルト放送大賞のプロジェクトの一環として当時VHSテープで販売されていた4：3の映像をAI技術で16：9のHD画質に引き上げる企画、番組が開始された。2025年5月16日に玉袋筋太郎をMCにした事前特別番組「小林ひとみ＆桜樹ルイの「昭和のレジェンドAV女優列伝」 supported by スカパー！アダルト放送大賞」の放送、配信が決定。
2025年6月から2026年2月にかけて9つの放送局で9作品が放送される予定。高画質化される作品は権利関係が原則h.m.pにあるものとなっている。
| 放送月     | 放送局                 | 女優名     | 高画質化作品                                    |
| ---------- | ---------------------- | ---------- | ----------------------------------------------- |
| 2025年6月  | レインボーチャンネル   | 樹マリ子   | 挑発のくちびる                                  |
| 2025年7月  | AV王                   | 後藤えり子 | 口全ワイセツ11                                  |
| 2025年8月  | チェリーボム           | 憂木瞳     | ザ・カゲキ                                      |
| 2025年9月  | VENUS                  | 小沢まどか | 小沢まどかのうらの裏                            |
| 2025年10月 | バニラスカイチャンネル | 川島和津美 | 生粋                                            |
| 2025年11月 | Splash                 | あいだもも | VINTAGE                                         |
| 2025年12月 | エンタ!925             | 白石ひとみ | おねだり姫                                      |
| 2026年1月  | フラミンゴ             | 星野ひかる | いきなりクライマックス                          |
| 2026年2月  | パラダイステレビ       | 浅倉舞     | 南の果てまでイッてきます!えっちなえっちな大冒険 |